# Fuschlsee
Le Fuschlsee est un lac autrichien situé dans la région du Salzkammergut, dans le land de Salzbourg.
Son émissaire est le Fuschler Ache (de) qui se termine dans le lac de Mondsee. Il fait partie du système hydrologique du Danube. Le lac a une excellente qualité de l'eau, la végétation aquatique est exceptionnellement préservée dans son état naturel.

## Source
- (en) Cet article est partiellement ou en totalité issu de l’article de Wikipédia en anglais intitulé « Fuschlsee » (voir la liste des auteurs).